# I Got Dem Ol' Kozmic Blues Again Mama!
I Got Dem Ol' Kozmic Blues Again Mama! je první sólové studiové album americké zpěvačky Janis Joplin, vydané v roce 1969.

## Seznam skladeb
1. "Try (Just a Little Bit Harder)" (Jerry Ragovoy, Chip Taylor) - 3:57
2. "Maybe" (Richard Barrett) - 3:41
3. "One Good Man" (Janis Joplin) - 4:12
4. "As Good As You've Been to This World" (Nick Gravenites) - 5:27
5. "To Love Somebody" (Barry Gibb, Robin Gibb) - 5:14
6. "Kozmic Blues" (Janis Joplin, Gabriel Mekler) - 4:24
7. "Little Girl Blue" (Lorenz Hart, Richard Rodgers) - 3:51
8. "Work Me, Lord" (Nick Gravenites) - 6:45

### Bonusy na CD reedici
1. "Dear Landlord" (Session Outtake) (Bob Dylan, Janis Joplin) - 2:32
2. "Summertime" (Live at Woodstock) (George Gershwin)- 5:04
3. "Piece of My Heart" (Live at Woodstock) (Jerry Ragovoy, Bert Berns) - 6:31

## Sestava
- Janis Joplin - zpěv, kytara
- Sam Andrew - kytara, zpěv
- Michael Monarch - kytara
- Mike Bloomfield - kytara
- Brad Campbell - baskytara
- Richard Kermode - klávesy
- Gabriel Mekler - klávesy
- Goldy McJohn - klávesy
- Maury Baker - bicí
- Lonnie Castille - bicí
- Jerry Edmonton - bicí
- Terry Clements - tenorsaxofon
- Cornelius Flowers - baritonsaxofon
- Luis Gasca - trubka